# Émile Henry (anarchiste)
Pour les articles homonymes, voir Émile Henry et Henry.
Émile Henry, surnommé « le Saint-Just de l'Anarchie », né le 26 septembre 1872 vers Barcelone et mort guillotiné le 21 mai 1894 à Paris, est un militant et terroriste anarchiste individualiste et illégaliste. Il est surtout connu pour ses actions terroristes et est considéré comme l'un des principaux fondateurs du terrorisme moderne. 
Né dans une famille d'exilés communards, ils rejoignent la France en 1880, où il suit des études qui lui promettent une carrière prestigieuse. Après avoir constaté la misère et les inégalités sociales de sa société, il abandonne ses études pour rejoindre les cercles anarchistes parisiens sous l'influence de son frère aîné, Jean-Charles Fortuné Henry. Côtoyant divers anarchistes de cette période, en particulier Charles Malato, qui devient son ami, il assiste au début de l'Ère des attentats (1892-1894) et aux premières attaques de Ravachol avec attention. Alors qu'il suit une trajectoire de plus en plus isolée, Henry suit la grève de Carmaux avec attention et considère l'accord signé par le patronat et les socialistes comme une trahison du prolétariat. Il organise alors l'attentat de Carmaux-Bons-Enfants (8 novembre 1892), possiblement avec son frère et Adrienne Chailliey, où il vise le siège de la Compagnie minière de Carmaux en y posant un colis piégé. Celui-ci, récupéré par les policiers et un employé, explose au commissariat de la rue des Bons-Enfants, tuant les 4 policiers et l'employé. Il s'agit de l'attentat le plus meurtrier de l'Ère des attentats. 
Henry, qui arrive pourtant à éviter d'être suspecté outre mesure, fuit la France et se réfugie au Royaume-Uni. Depuis cette base arrière et la Belgique, durant l'année 1893, il participe à une série de braquages avec le groupe des Intransigeants et Léon Ortiz qui suivent l'idéologie anarchiste naissante de l'illégalisme. Ses braquages et déplacements pendant cette période sont difficiles à reconstituer mais il participe à la grève générale de 1893 en Belgique, où l'armée tire sur la population. Henry tire sur la police à cette occasion. Au début de l'année 1894, il est de retour à Paris où les autorités le recherchent de manière croissante ; la nouvelle de l'exécution d'Auguste Vaillant (5 février 1894) le pousse à agir et chercher à assassiner le président français, Sadi Carnot. Ne parvenant pas à s'approcher du palais de l'Élysée, il se rend alors au café Terminus, où il jette sa bombe dans la foule - tuant une personne et en blessant une vingtaine. Poursuivi par la police, sur qui il tire, il est finalement arrêté.  
L'attentat du café Terminus et le procès de Henry sont des événements centraux dans la naissance du terrorisme moderne. Visant un adversaire identifié à l'ensemble de la société, il fait entrer le terrorisme dans l'ère du terrorisme de masse, un phénomène qui se poursuit jusqu'au XXIe siècle. Contrairement à Ravachol ou Vaillant, ses prédécesseurs, il ne se présente pas comme un justicier mais plutôt comme un combattant qui doit achever la « société bourgeoise » ou mourir. Il est condamné à mort, ce qui ne semble pas le gêner outre mesure ; il refuse de faire appel - déclarant ne pas reconnaître la « justice bourgeoise » et est exécuté le 21 mai 1894 à Paris. Les motivations soutenant cet attentat sont discutées, mais pourraient aller d'une radicalisation réfléchie à des raisons sentimentales pour impressionner Élisa Gauthey, la militante dont Henry est amoureux, et ne sont donc pas nécessairement à relier avec l'anarchisme.
Sa figure et ce dernier attentat sont rejetés par une partie des anarchistes en France, qui remettent en question l'utilisation du terrorisme pour accomplir leurs buts après cette attaque. Il est donc indicateur de la fin de l'Ère des attentats et annonce déjà l'évolution de l'anarchisme fondé sur la propagande par le fait à d'autres formes, comme l'anarcho-syndicalisme. Quelques anarchistes, surtout dans la mouvance anarchiste individualiste, l'utilisent cependant comme symbole et héros de leur lutte. Malgré le fait qu'il n'influence pas le terrorisme anarchiste postérieur, les orientations qu'il donne au terrorisme moderne se poursuivent jusqu'au XXIe siècle dans des mouvements très différents.

## Biographie

### Jeunesse et études

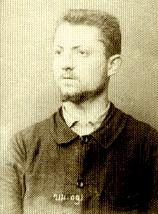
Émile Henry, date inconnue (probablement après sa dernière arrestation) par Alphonse Bertillon

Joseph Félix Émile Henry naît le 26 septembre 1872 dans une petite ville autour de Barcelone. Il naît en Espagne parce que son père, Fortuné Henry, un ancien communard devenu mineur de charbon, est condamné à mort par contumace et s'est réfugié là pour échapper à la justice française. Sa mère, Rose Caubet, qui travaille comme confectionneuse avant leur exil, se décide à le suivre en exil et le couple s'installe en Catalogne. Émile est le dernier de sa fratrie, il a plusieurs frères dont un nommé Jean-Charles Fortuné Henry, futur militant anarchiste comme lui et une sœur morte en bas âge nommée Marie Constance Gabrielle Henry. Profitant d'une amnistie générale en 1880, la famille rentre à Paris et s'installe au 5 rue de Jouy dans le quatrième arrondissement de la capitale,. Cependant, Fortuné Henry meurt quelques mois plus tard d'un empoisonnement au mercure, ce qui force Caubet à devoir chercher des revenus pour nourrir ses enfants, et donne le statut de pupille de la ville de Paris à Henry. Elle tient alors un débit de boisson appelé « La buvette de l'espérance » au rez-de-chaussée de sa maison.
Leur famille est relativement aisée et Henry suit des études brillantes au lycée Jean-Baptiste-Say, passant son baccalauréat es sciences un an en avance, à dix-sept ans. Promis à une brillante carrière, il suit des études scientifiques en classes préparatoires et est admissible à l'École polytechnique. Il décide de ne pas se présenter à l'oral du concours d'entrée, et justifie son choix auprès de ses professeurs en arguant tout d'abord d'une réticence à embrasser une carrière militaire, ainsi que par l'opportunité offerte par un membre de sa famille, riche industriel, qui lui a proposé de devenir son secrétaire particulier. Henry est marqué par la mémoire de la Commune de Paris et le souvenir de son père, qui exerce sur lui une influence importante. Il tente de participer à quelques séances de spiritisme pour parler avec l'âme de son père, mais considère rapidement qu'il s'agit d'une pratique inutile et moins précise que les sciences qu'il étudie.

### Politisation, radicalisation, amour
C'est dans ce premier emploi de secrétaire particulier qu'Henry se rend compte de la dureté de la société. Il démissionne rapidement, refusant de surveiller des ouvriers en Italie pour le compte de son parent industriel. Rentré à Paris, il passe trois mois sans emploi et pendant cette période, prend conscience des inégalités sociales qui divisent la société française. Henry écrit à propos de cette époque :

« Partout où j’allais, j’étais témoin des mêmes douleurs chez les uns, des mêmes jouissances chez les autres. »

Henry écrit alors à propos d'autres questions, comme l'accaparement du savoir intellectuel par la classe bourgeoise et la morale de sa société. Il s'oppose ainsi à l'idée qu'un bourgeois, étant un exploiteur - selon lui, puisse être considéré comme un « honnête homme ». De manière générale, Henry perçoit la société dans laquelle il vit comme profondément choquante et révoltante.
Par ailleurs, son frère aîné, Fortuné, s'engage dans le mouvement anarchiste, où il s'affirme comme un orateur reconnu dans les réunions anarchistes. Émile l'aide à organiser ces réunions et devient peu à peu anarchiste à son contact et sous son influence. Henry rejoint les cercles anarchistes probablement vers novembre 1890 et devient rapidement un militant actif et capable d'agir. Bien inséré dans le tissu anarchiste de la capitale française, il passe son année 1891 à côtoyer les cercles anarchistes parisiens. Il commence aussi à écrire pour une série de publications anarchistes, comme l'Endehors ou Le Forçat, où un "E. Henry" publie en 1891,. Il rencontre en particulier Charles Malato, rapidement un de ses proches amis, qui l'introduit à des groupes plus restreints d'anarchistes et travaille dans quelques emplois, qu'il remplit plutôt correctement. Malato remarque chez lui son caractère déterminé - il participe à des discussions anarchistes jusqu'à des heures très tardives puis se lève au matin pour aller travailler. Celui-ci est de plus en plus révolté par les situations d'injustice auxquelles il est confronté, commence à accueillir des militants ou des personnes dans le besoin chez lui s'ils nécessitent un logement, à voler pour nourrir les mendiants qu'il voit dans la rue - y compris une vache pour une dame affamée. Il distribue aussi de l'argent aux pauvres.
En tous cas, Henry tombe amoureux d'Élisa Gauthey, une militante anarchiste parisienne, qui est mariée. L'ayant rencontrée au travers de son frère, qui rend souvent visite aux Gauthey, il tombe amoureux. Alors qu'elle propose à Fortuné de lui écrire un poème, un jour, Émile se propose de lui en faire un, ce qui la surprend mais elle accepte. Le jeune homme, qui a alors 19 ans, lui écrit plusieurs poèmes, qu'elle reçoit sans réellement y accorder une quelconque importance et qui l'« amusent ». Alors que les Gauthey sont à Brévannes, dans la maison qu'occupe alors Rose Caubet, il cherche à s'approcher d'Élisa et à parler avec elle à toutes les occasions. Puis, il s'évanouit quand il la voit embrasser son mari, et alors qu'elle vient à son chevet pour l'aider à se remettre de ses émotions, il se réveille et lui avoue ses sentiments, ce qui la fait rire. Henry est blessé par cette réaction et lui répond qu'elle verra combien il l'aime. Après cet événement, il retourne à Paris et lui écrit en septembre 1891 en s'excusant de ce qu'il lui a dit, lui demandant d'être patiente avec lui. De cette relation, Henry conserve plus tard une petite mèche de cheveux offerte par Gauthey, que la police trouve sur lui lorsqu'elle l'arrête - à la suite de ses attentats.
Bien qu'il soutienne encore être amoureux d'elle dans ses lettres, il commence à adopter un comportement plus pensif, plus détaché, selon Merriman. Il cesse de visiter sa mère et elle n'a plus de nouvelles de lui ; Malato remarque aussi une évolution chez le jeune homme.
Ce revers sentimental ne doit pas être considéré comme la source de sa radicalisation pour autant, selon Maitron et Bouhey, qui remettent en question une telle interprétation psychologisante de sa vie. Au contraire, Petit considère qu'une telle interprétation est la plus envisageable, et qu'Henry est principalement influencé dans sa radicalisation par, à la fois, son sentiment amoureux pour Gauthey, et la volonté de l'impressionner.
Henry échappe au service militaire en faisant envoyer à sa mère une lettre depuis Berlin de sa part - probablement envoyée par un de ses compagnons. Dans cette lettre, l'anarchiste lui dit qu'il a quitté la France pour ne pas faire le service militaire - la police ne pouvant pas le trouver, il est déclaré déserteur en février 1892.

### Ère des attentats

#### Attentat de Carmaux-Bons Enfants

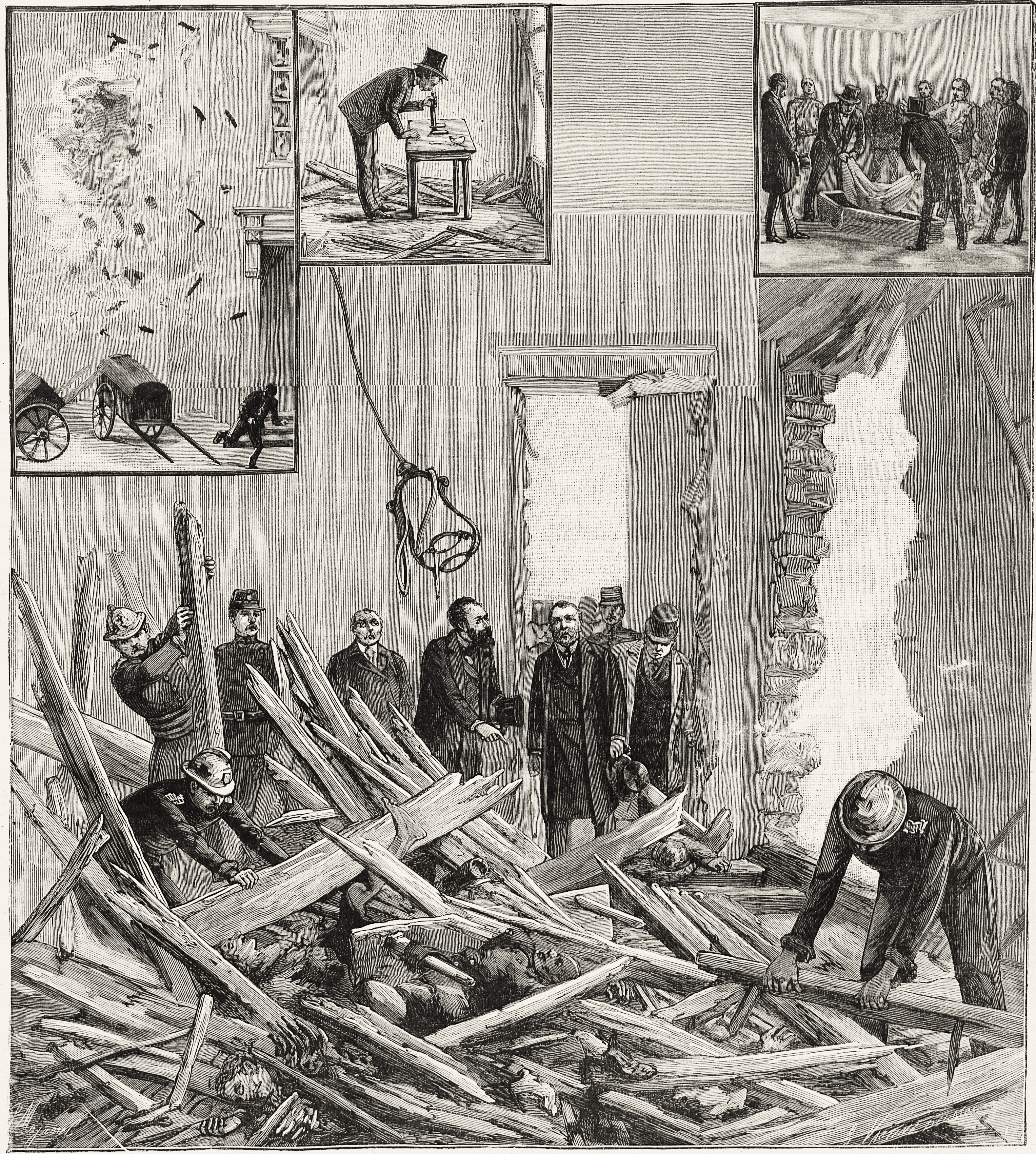
Attentat de Carmaux-Bons Enfants, 8 novembre 1892.

Pendant l'Ère des attentats (1892-1894), qui s'ouvre avec l'attentat du Boulevard Saint-Germain (11 mars 1892) par Ravachol, il aurait d'abord eu une position opposée au terrorisme anarchiste et à Ravachol,. Ainsi, pour Merriman, Badier et Petit, qui fournissent certains de ses textes, il aurait changé de position,,. Selon eux, Henry évolue dans sa pensée et en vient progressivement à soutenir l'usage de la propagande par le fait après l'exécution de Ravachol,,.
Pendant cette période, bien qu'il côtoie son frère Fortuné et se réconcilie un peu avec lui, Henry considère que Charles Malato, Errico Malatesta et, probablement son frère, sont des « pontifes » qui voudraient « hiérarchiser l'anarchie ». En cause, le militant leur reproche d'avoir une vision de la propagande par le fait qui soit distante et théorique, mais qu'ils ne s'impliquent jamais dans de tels projets concrètement.
Au contraire, Bouhey considère que si l'exécution de Ravachol peut radicaliser davantage Henry et le pousser à agir, il est déjà sur cette voie en mars 1892. Ainsi, les indicateurs de la police française remarquent dès cette époque qu'il présente des marques d'acide sur les mains - ce qui suggère qu'il est déjà en train de préparer des explosifs. En réalité, pour Bouhey, la lecture de la radicalisation de l'anarchiste qui voudrait qu'il soit peu à peu radicalisé omet deux éléments : le fait qu'Henry prépare son premier attentat longtemps à l'avance et qu'il est aidé par d'autres anarchistes pour le commettre. 

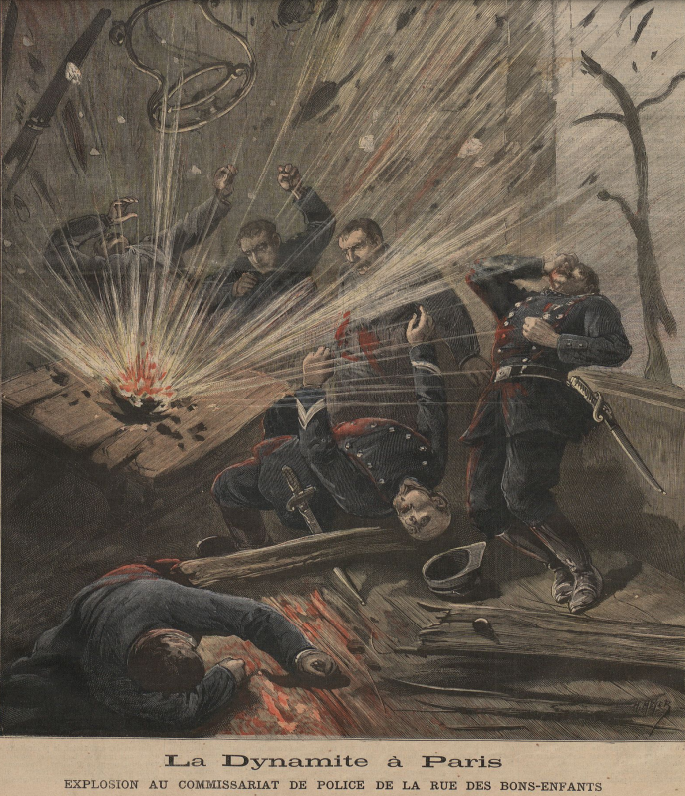
Représentation de l'attentat de Carmaux-Bons-Enfants dans Le Petit Journal illustré (19 novembre 1892)

En août 1892, la grève de Carmaux débute. Cette grève se déclenche en réponse au licenciement brutal de Jean-Baptiste Calvignac, socialiste et syndicaliste travaillant à la mine de Carmaux, après son élection comme maire de Carmaux. Ce qui commence comme un mouvement local limité se propage rapidement et attire l’attention nationale, notamment celle de socialistes importants comme Jean Jaurès,,. Ceux-ci convainquent les ouvriers de négocier et d'accepter de retourner au travail, dans un premier temps. Henry suit la grève avec attention et considère que l'action des socialistes et de Jaurès est une trahison ne servant qu'à arranger la bourgeoisie. Le fait que les ouvriers reprennent le travail plus pauvres qu'en le quittant le conforte dans l'opinion qu'ils auraient du s'attaquer aux moyens de production directement, les détruire et ensuite la bourgeoisie aurait accepté de négocier.
Il commence à fabriquer des explosifs pour viser le siège de la Compagnie minière de Carmaux, dont il trouve l'adresse dans l'annuaire. Pour cet attentat, il est probablement aidé par son frère et la militante anarchiste Adrienne Chailliey. Après avoir confectionné la bombe, il profite d'un instant où son employeur l'envoie faire des courses dans Paris pour la poser au siège. Celle-ci est repérée par la concierge, qui soupçonne un paquet suspect et appelle la police,. Les policiers viennent s'en saisir et, accompagnés d'un employé de l'entreprise, retournent au commissariat de la rue des Bons-Enfants,. Là, la bombe explose lorsque les policiers ouvrent le paquet, tuant quatre policiers et l'employé,. L'attentat de Carmaux-Bons Enfants est l'attaque la plus meurtrière de l'Ère des attentats en France.
Cet attentat provoque la stupéfaction à la fois chez la police et les anarchistes. La police est prise de court car elle se préparait à des troubles et des attaques à Carmaux même, ne se doutant pas que l'attaque toucherait plutôt le siège parisien de l'entreprise. Les anarchistes sont surpris de l'attaque, Kropotkine, Malatesta et Malato, qui sont à Londres, ignorent tout de l'identité de l'attaquant ou du plan - qui semble ignoré par la plupart des cercles anarchistes. Pendant ce temps, Henry se fait porter malade auprès de son employeur, Dupuy, lui écrivant qu'il doit passer quelques jours à Brévannes. En réalité, il quitte le pays rapidement, en passant au Royaume-Uni. Il fait partie d'une liste de 180 suspects établie par la police, qui comporte aussi Malatesta et son frère. Pourtant, lorsque la police perquisitionne son domicile, ils ne trouvent rien pour l'incriminer. De plus, Dupuy qui est interrogé, considère qu'il est impossible qu'Henry ait eu le temps de faire l'attentat pendant les courses qu'il lui a donné à faire. Les autorités françaises, qui reçoivent en plus des témoignages faisant état d'une femme qui aurait posé la bombe - éventuellement Chailliey - abandonnent sa piste un certain temps.

#### Exil et illégalisme
Ayant fui la France et vivant en clandestinité, sa trajectoire est difficile à reconstituer mais, installé à Londres, il semble avoir eu des liens avec certains membres du groupe illégaliste des Intransigeants comme Luigi Parmeggiani (it), Alessandro Marroco ou Placide Schouppe, entre autres, en plus de conserver des liens avec Malato. Il participe à des cambriolages en France avec ce groupe et avec Léon Ortiz pendant cette période, bien qu'il soit difficile d'évaluer où et quand,. Il effectue notamment un cambriolages avec Ortiz en décembre 1892 à Fiquefleur-Équainville ou ils volent 800 000 francs à une propriétaire.
En avril 1893, il est à Bruxelles et se joint à la grève générale de 1893 en Belgique, déclarée en réponse au refus par les parlementaires belges d'accorder le suffrage universel masculin. L'armée belge intervient et tire sur les manifestants, et Henry prend part aux combats en tirant sur la police - sans être arrêté, ce qui le surprend. Il espère une révolution mais un accord est signé par les socialistes, qui acceptent un compromis et un suffrage propriétaire - qui donne plus de voix aux personnes possédant des terres. Henry perçoit cela comme une autre trahison des socialistes. 
Pendant l'année 1893, l'anarchiste poursuit cette vie et se rend plusieurs fois à Paris, y résidant jusqu'à un mois d'affilée sans être arrêté. Peu à peu, cependant, la police commence à le suspecter pour l'attentat - en particulier car il est introuvable et que des informations lui parviennent au compte goutte sur le fait qu'il s'agirait de l'auteur de l'attaque. Parallèlement, la police française, en collaboration avec d'autres polices européennes, lance de vastes opérations répressives contre les anarchistes, des centaines sont perquisitionnés, arrêtés ou placés en détention provisoire en France et en Espagne, en Italie des milliers sont envoyés au bagne. Les attentats anarchistes se poursuivent aussi, en Espagne ce sont Pauli Pallas (en) et surtout Santiago Salvador avec son attentat du Liceu (7 novembre 1893), en France deux attentats marquent cette fin d'année 1893, l'attentat du 13 novembre 1893 par Léon Léauthier et l'attentat de l'Assemblée nationale par Auguste Vaillant (9 décembre 1893).  
Après l'attentat de Vaillant, considéré de manière très positive par l'ensemble des anarchistes car il vise des responsables politiques liés explicitement avec l'État, les autorités politiques profitent de la situation pour faire adopter les deux premières lois scélérates, une série de lois visant le mouvement anarchiste et amputant les libertés individuelles. Le fait d'être anarchiste devient alors un crime en soi en France.   

#### Attentat du café Terminus

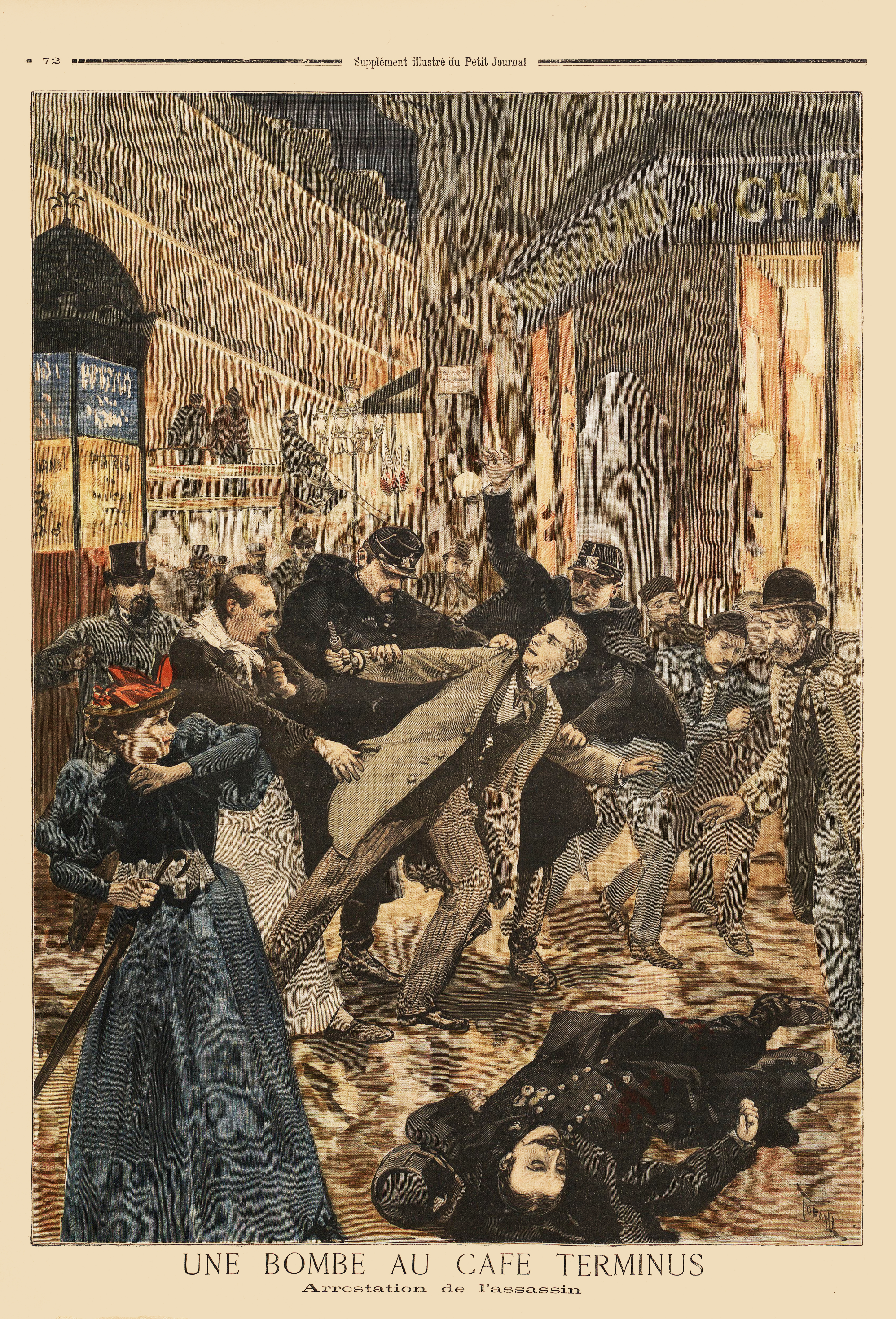
Arrestation de Henry à la suite de l'attentat du café Terminus, le 12 février 1894.

Vaillant est pendant ce temps mis en procès rapidement puis condamné à mort, avant d'être exécuté le 5 février 1894. Son exécution provoque une explosion de colère dans les milieux anarchistes en France, qui le considèrent comme un martyr qui ne méritait pas la condamnation à mort - n'ayant tué personne. Henry est à Paris et la police le cherche de plus en plus, en se convainquant peu à peu qu'il est l'auteur de l'attentat de la rue des Bons Enfants.
Sept jours plus tard, le 12 février 1894, Henry se décide à agir. Le lendemain, il doit rencontrer Louis Matha, son ami, et il est très probable que celui-ci le dissuade d'agir, ce qui le pousse à vouloir commettre son attentat avant de changer d'avis.  
Henry se rend alors autour du palais de l'Élysée, résidence du président de la République française. Il veut assassiner Sadi Carnot qui a refusé de gracier Vaillant et a persécuté les anarchistes, faisant de lui un ennemi privilégié des anarchistes - qui pourrait éventuellement donner à Henry un certain prestige auprès des anarchistes, et de Gauthey.  Armé d'une bombe sous sa ceinture, d'un poignard dont il a empoisonné la lame, d'un revolver chargé et d'un poing américain, l'anarchiste se trouve confronté à une présence policière importante autour du palais, ce qui rend un attentat improbable - d'autant plus qu'il ne semble pas préparé. Il choisit alors de changer de plans, et l'attentat pensé comme ciblé au départ évolue. 
Il se décide à quitter les lieux et se déplace vers l'Opéra de Paris, où il veut commettre son attentat, sans succès, puis vers la gare Saint Lazare. Là, Henry se rend dans le café Terminus, qui est près de la gare et est visité par de nombreux touristes et voyageurs. Lorsqu'il entre, un orchestre rom est en train de jouer sur la scène du café. Henry s'installe et observe les événements. Puis, après avoir commandé deux bières et un cigare, vers 21h, il utilise le cigare pour allumer la mèche de sa bombe. Il se lève et jette la bombe vers la scène où se trouve l'orchestre - avant de s'enfuir dans la rue. La bombe explose au milieu du café et blesse une vingtaine de personnes, dont certaines lourdement - une trouve la mort. Il s'enfuit ensuite dans la rue - prévoyant de prendre un train à la gare Saint Lazare pour rejoindre la banlieue de parisienne et ainsi disparaître. Cependant, il est poursuivi dans la rue par un garçon du café, qui lui crie de s'arrêter et cherche à l'empêcher de fuir. Cette course poursuite dans la rue est rejointe par un policier qui est dans les parages et qui se jette sur Henry. Celui-ci lui tire une balle en pleine poitrine puis, lorsque le policier blessé sort son sabre pour l'attaquer, lui vide son chargeur dessus, ce qui le blesse gravement. Cependant, d'autres policiers accourent sur les lieux et se jettent sur Henry, se battant avec lui jusqu'à parvenir à le maîtriser et l'arrêter.

#### Procès

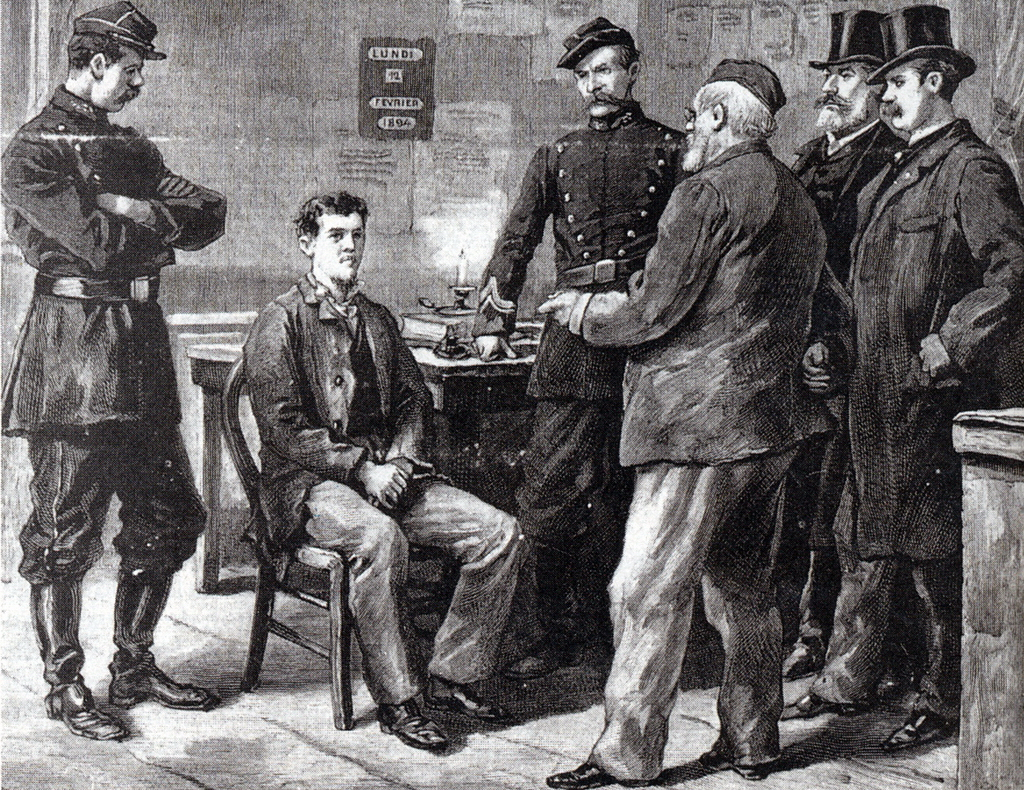
Interrogatoire d'Émile Henry.

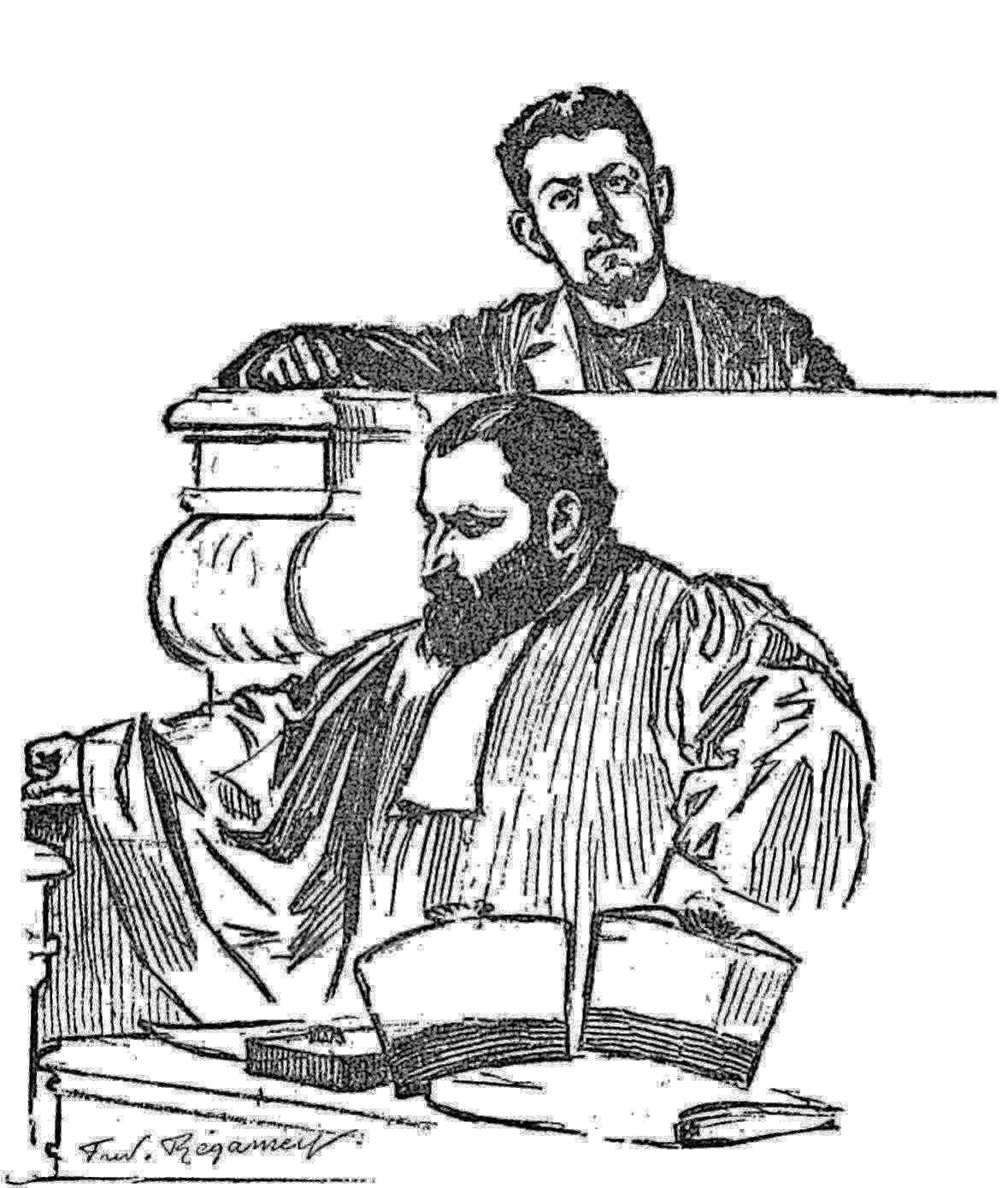
Henry et son avocat, Me Hornbostel (gravure d'après Régamey).

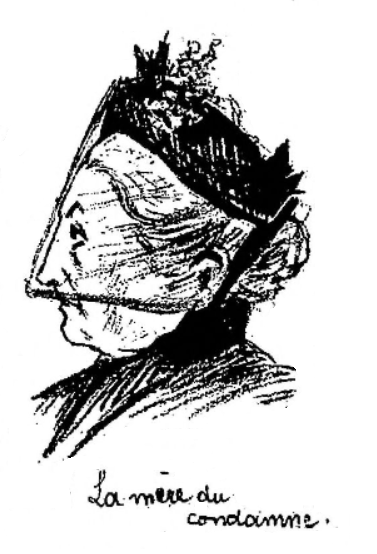
Portrait de sa mère Rose Caubet, par le journaliste et dessinateur Maurice Feuillet en mai 1894.

Après son arrestation, il est transféré à la Conciergerie dans la même cellule qu'occupe Ravachol avant son procès, ce qui le ravit. Sa mère, visitée par la police, assure qu'il est impossible que son fils ait commis cet attentat. Gauthey est arrêtée au cas où il faudrait qu'elle témoigne - étant donné que la police a trouvé sa mèche de cheveux sur Henry en l'arrêtant. 
L'attentat de Henry est reçu avec beaucoup de surprise par les anarchistes et la société française de manière générale. L'aspect complètement aveugle de l'attaque est particulièrement choquant. Dans les milieux anarchistes, un tel attentat aveugle est reçu avec beaucoup de distance. La plupart d'entre eux rejettent cette attaque qui ne vise pas une cible précise et loin de s'attaquer à des symboles du pouvoir ou de la bourgeoisie. Ainsi, Le Révolté, tenu par Jean Grave, réagit immédiatement en rejetant Henry, écrivant :

« Il faut qu’il soit bien entendu ceci : toutes les fois qu’une explosion ne visera ni l’autorité, ni la richesse, ni l’exploitation patronale, on peut hardiment la mettre au compte des individus qui ont intérêt à nous décrier. On sait de quels gredins nous voulons parler. »

Si la plupart des anarchistes rejettent son action, certains - surtout dans la tendance anarchiste individualiste, la considèrent comme légitime. Dans certaines défenses individualistes d'Henry, l'aspect de propagande par le fait de son action est mise sur un second plan, s'il a agi ainsi, c'est parce que son « écœurement a atteint son maximum d’intensité ».
En tous cas, cet aspect novateur terrorisme se poursuit lors de son procès, qui débute le 27 avril 1894,,,. Contrairement à Vaillant ou Ravachol, qui se présentent tous les deux comme des justiciers lors de leurs procès respectifs, Henry se décrit comme le combattant d'une guerre à mort. Pour lui, la société est dans une guerre totale entre la bourgeoisie et le reste de la population, et il n'existe que deux classes de personnes, ceux qui résistent, ceux qui oppriment et ceux qui ne s'en rendent pas compte - et qui sont complices, selon lui,. C'est donc la majeure partie de la société française qu'il vise et considère comme une cible légitime,.  Il ne cherche pas à minimiser ses actes, au contraire il les assume et se plaint de n'avoir pas tué assez de personnes, - il est possible, selon Bouhey et Badier, que cette défense cherche à faire oublier la participation probable de son frère et Chailliey lors de l'attentat de Carmaux-Bons Enfants,. L'aspect de masse de son terrorisme est aussi complètement assumé - ce qui fait de lui le premier à théoriser cette nouvelle forme de terrorisme,. Il dit notamment à ce propos :

« La bourgeoisie n’a fait qu’un bloc des anarchistes. [...] Eh bien ! Puisque vous rendez ainsi un parti responsable des actes d’un seul homme, et que vous frappez en bloc, nous aussi, nous frappons en bloc. »

Là où Ravachol accepte une certaine forme de légitimité dans le processus judiciaire, Henry refuse l'entièreté du processus - le fait d'être exécuté ne le gêne pas le moins du monde. Il fonde ici la stratégie de la rupture lors du procès avant l'heure. Après sa condamnation à mort, il déclare :

« Je ne reconnais pas la justice des bourgeois et ne veux pas demander à ceux-ci ni faveur, ni grâce. Je ne signerai donc ni pourvoi en cassation, ni recours en grâce et la seule chose que je désire est d’être livré le plus promptement au bourreau des bourgeois. »

## Exécution

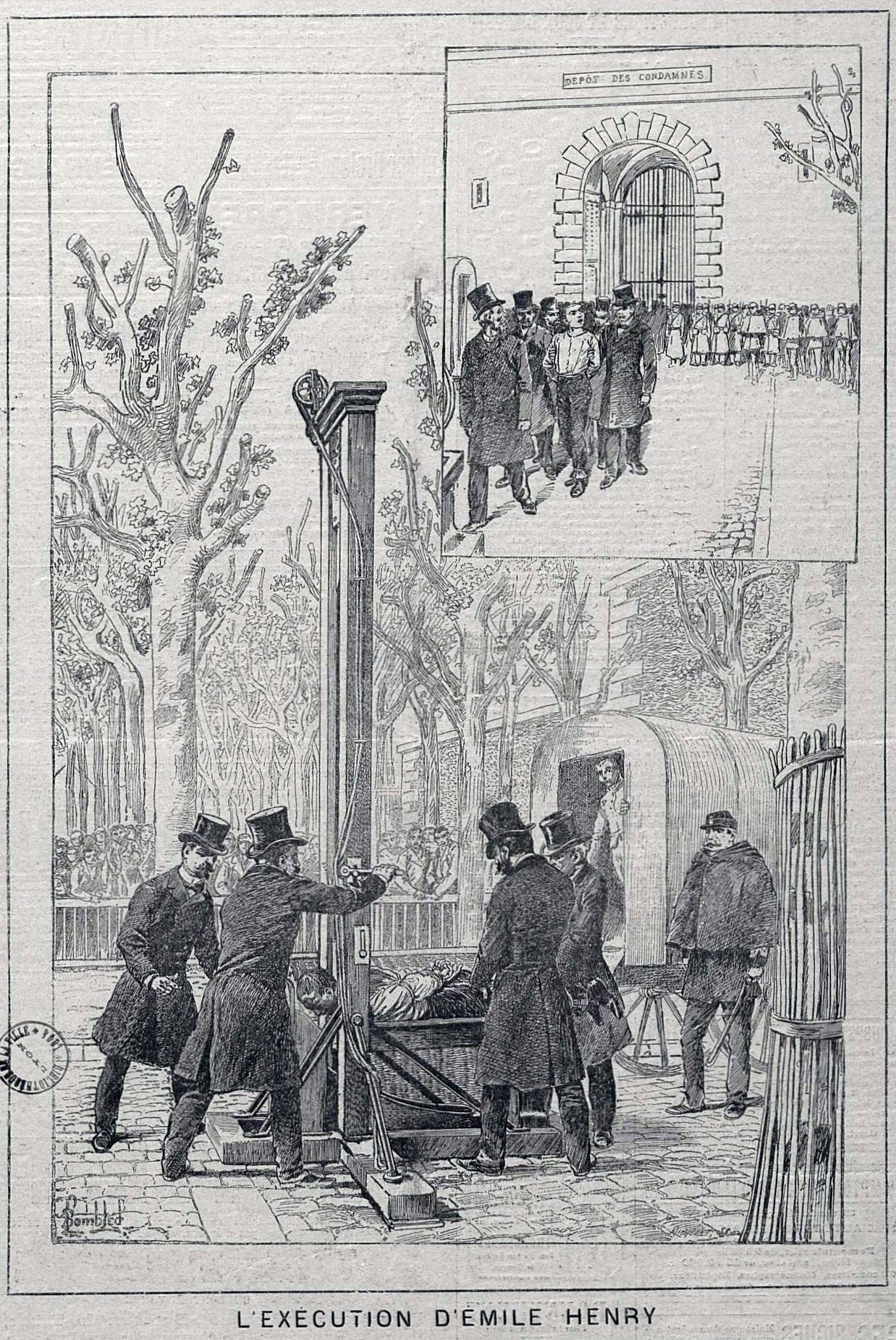
Exécution d'Émile Henry
21 mai 1894.

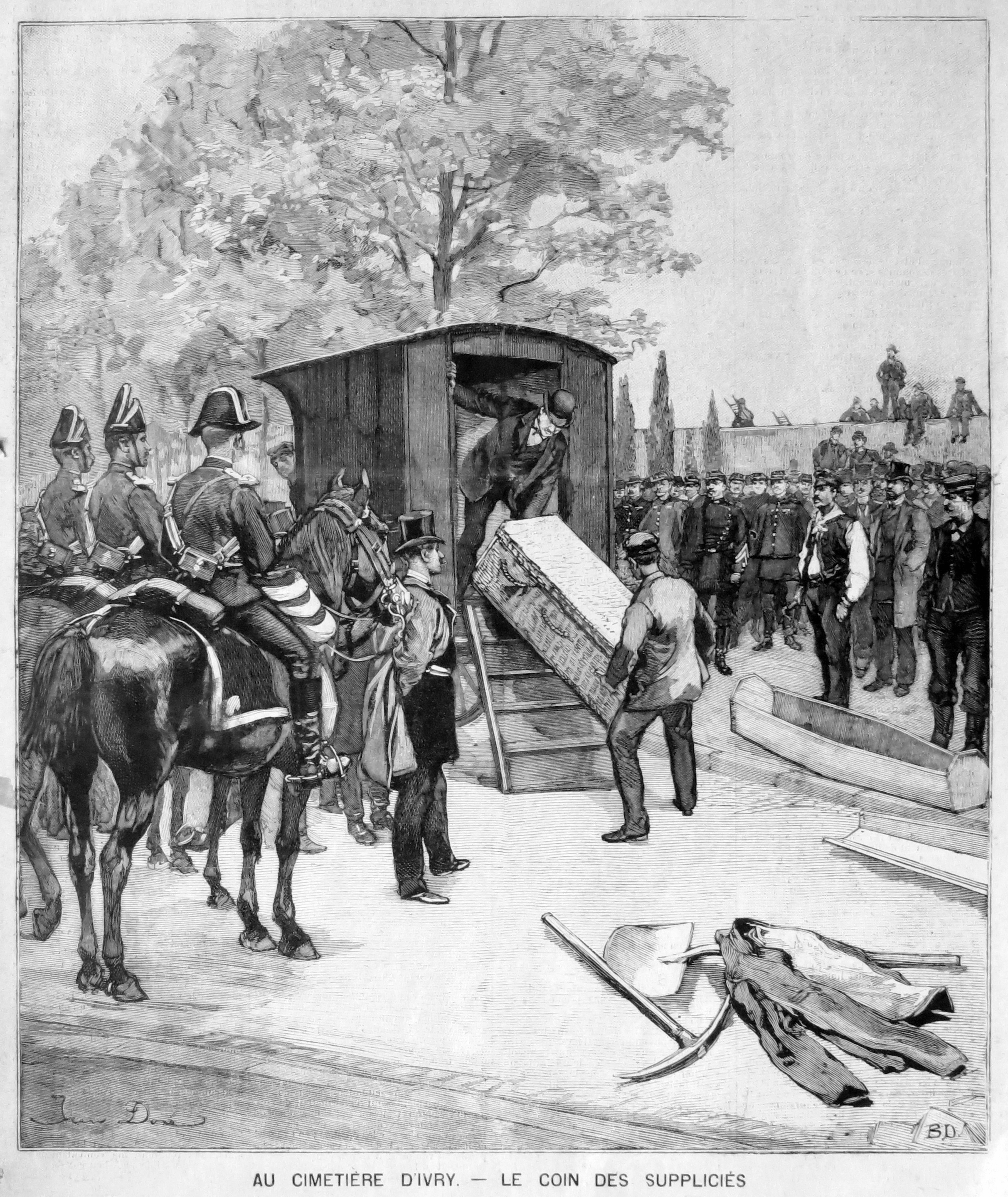
Inhumation factice d'Émile Henry
au cimetière d'Ivry.

Deux jours avant son exécution, le 19 mai 1894, Célestin Nat poignarde un bourgeois à Marseille lors de l'attentat de Marseille (1894) pour le venger,.
Au soir du 20 mai 1894, Henry se couche à neuf heures. L'exécution est prévue dans la nuit, place de la Roquette et gardée par cinq cent policiers. L'accès est réservé aux notables de la capitale, Georges Clemenceau et Maurice Barrès y assistent.
Vers 3h15 du matin, le bourreau Louis Deibler et son assistant mettent en place la guillotine. Deibler a rencontré Henry la veille pour parler des détails de l'exécution et la discussion s'est bien passée.
Vers 4h, la porte de la prison attenante s'ouvre et Henry sort sur la place. Ses poignets et ses chevilles sont attachés, ce qui rend sa marche difficile. Il s'avance vers l'échafaud d'un pas résolu, pâlit vers la fin de son parcours, s'arrête et déclare :

« Courage, camarades ! Vive l'anarchie ! »

Il répète la deuxième partie de son exclamation puis les bourreaux le saisissent et le mettent dans l'instrument d'exécution. Il est guillotiné peu après et sa tête tombe dans le panier devant la guillotine. Son certificat de décès donne l'heure approximative de sa mort à 4h10 du matin.

## Postérité

### Suites immédiates
Après sa mort, Henry est enterré à Brévannes. Sa mère est dévastée tandis qu'Élisa Gauthey est très satisfaite d'être interrogée par les journaux au sujet de Henry ; elle leur parle abondamment et regrette même de n'avoir pas accepté ses avances alors et donne à la presse de nombreux détails intimes sur leur relation.
Sadi Carnot, qui a refusé de gracier Ravachol, Vaillant et Henry, est assassiné quelques mois plus tard par Sante Geronimo Caserio, qui le poignarde à mort.

### Cercles anarchistes
Chez les anarchistes, les réactions à son exécution et la postérité de ses attaques sont relativement importantes,. Ainsi, l'attentat du Café Terminus, par sa violence et son caractère indiscriminé est l'un des événements annonçant la fin de l'Ère des attentats (1892-1894),. En réalité, après cet attentat, les attaques ralentissent jusqu'à s'arrêter - les anarchistes prenant progressivement conscience de la faiblesse de la stratégie terroriste, qui provoque une aggravation de la répression sans être soutenu nécessairement par la population, ce qui est très marqué avec l'attentat indiscriminé du Terminus. En France, les cercles anarchistes abandonnent alors la propagande par le fait et se tournent plutôt vers d'autres voies de mener leur combat, en particulier dans l'anarcho-syndicalisme naissant.
Par ailleurs, la figure de Henry devient centrale pour la tendance anarchiste individualiste, en cours de constitution. Bien que ces militants soient minoritaires, ils reprennent sa figure comme un exemple, un processus débuté dès son vivant avec les attaques de Désiré Pauwels, le 20 février 1894 et à la Madeleine. Il semble que dans ce sens, la vie d'Henry soit centrale dans ce processus de démarcation de l'anarchisme individualiste, une « anarchie dans l'anarchie ».

### Naissance du terrorisme moderne et du terrorisme de masse
Ferragu le range avec Léon Léauthier et Santiago Salvador dans les premiers fondateurs du terrorisme moderne mais Léauthier ne voulant pas théoriser cette forme de terrorisme lors de son procès pour éviter la peine de mort et celui de Salvador arrivant plus tard dans l'année, il est en fait le premier à la théoriser. Cette caractérisation est partagée par Merriman et Badier sous différentes perspectives mais critiquée par Salomé, qui considère qu'il s'agit bien d'un ennemi bourgeois précis visé ici,,. Pour Petit, une telle évolution n'est pas à relier à l'anarchisme mais plutôt aux raisons sentimentales poussant Henry à agir - ce qui se manifeste dans l'impréparation et le caractère erratique des actions d'Henry ainsi que dans ses déclarations grandiloquentes à son procès.
Si une telle forme de terrorisme a un impact très limité sur le terrorisme anarchiste postérieur, qui disparaît ou rejoint des formes de tyrannicide plus traditionnelles, elle est rapidement reprise au sein de groupes terroristes très divers, jusqu'au début du XXIe siècle,. Merriman illustre cette influence en notant que le basculement intellectuel de Henry, où celui-ci en vient à considérer la société entière comme coupable et donc comme cible légitime, se retrouve dans des formes de terrorisme très différentes, comme le terrorisme islamiste du début du XXIe siècle. Une telle comparaison doit cependant être prise avec de grandes précautions, selon lui, car les deux idéologies respectives sont très différentes, mais cet aspect d'une société coupable et ciblée de manière indiscriminée se retrouve à la fois chez Henry et chez ces autres mouvements. Ferragu écrit à propos de cette massification du terrorisme : 

« En frappant « dans le tas », Emile Henry redéfinit les cadres de l’attentat, dépassant finalement le vieux schéma du tyrannicide au profit d’un terrorisme moderne en ce qu’il frappe à l’aveugle une société définie à la fois comme une cible et comme un ennemi objectif (la « bourgeoisie »). »

## Œuvres

### Discours
- Déclaration d'Émile Henry à son procès, 1894 (4 M 276 AD du Var - courtoisie d'Archives Anarchistes)

### Articles
- Patrie ! dans Le Forçat, 4 juillet 1891
- À propos de l’article récent d’Enrico Malatesta, Paris, l'Endehors, 1892 (lire sur Wikisource)